# Тюремная биржа
«Тюремная биржа» (англ. Buy & Cell) — кинофильм.

## Сюжет
Молодой бизнесмен подставлен своим партнёром и оказывается в тюрьме. Там он находит применение своим способностям и помогает заключённым вкладывать свои сбережения. В конце концов заключённые создают биржу прямо в тюрьме.

## В ролях
- Роберт Кэррадайн — Herbie Altman
- Рэндалл Кобб — Wolf
- Имоджен Кока — Reggie’s Mother / Head Ceo
- Lise Cutter — Dr. Ellen Scott
- Geretta Geretta (as Geretta Giancarlo) — Sonia
- Mickey Knox — Arthur
- John Leamer — Newscaster
- Малкольм Макдауэлл — Уорден Теннант
- Родди Пайпер — Cowboy
- Tony Plana — Raoul
- Gary Shuman
- Robert Sommer — Reggie
- Fred Travalena — VCR
- Бен Верин — Shaka
- Майкл Уинслоу — Sly